# Roetboszanger
De roetboszanger (Phylloscopus fuligiventer) is een zangvogel uit de familie Phylloscopidae.

## Verspreiding en leefgebied
Deze soort komt voor in Bangladesh, Bhutan, China, India en Nepal en telt 3 ondersoorten:
- P. f. fuligiventer: de centrale Himalaya.
- P. f. tibetanus: de oostelijke Himalaya.
- P. f. weigoldi: het westelijke deel van Centraal-China.